# Oxyopes toschii
Oxyopes toschii är en spindelart som beskrevs av Lodovico di Caporiacco 1949. Oxyopes toschii ingår i släktet Oxyopes och familjen lospindlar.
Artens utbredningsområde är Kenya. Inga underarter finns listade i Catalogue of Life.